# Lakvinimod
Lakvinimod (Laquinimod) je eksperimentalni imunomodulator koji su razvile kompanije Active Biotech i Teva. On se trenutno istražuje kao oralni tretman za multiplu sklerozu (MS).
Laquinimod je zamena za neuspešni eksperimentalni imunomodulator linomide kompanije Active Biotech.

## Klinička ispitivanja
Ovo jedinjenje je bilo studirano u dva klinička ispitivanja faze II koristeći sukcesivne magnetno rezonantne snimke (MRI). Laquinimod izgleda da može da umanji aktivnost MS bolesti. Međutim, respons na datu dozu je bio protivrečan između nalaza ove dve studije.
Ispitivanje faze III je počelo 2008 godine.

## Literatura
1. ↑   уреди
2. ↑  Evan E. Bolton; Yanli Wang; Paul A. Thiessen; Stephen H. Bryant (2008). „Chapter 12 PubChem: Integrated Platform of Small Molecules and Biological Activities”. Annual Reports in Computational Chemistry. 4: 217—241. doi:10.1016/S1574-1400(08)00012-1.
3. ↑  Tan IL; Lycklama à Nijeholt GJ; Polman CH;  . (2000). „Linomide in the treatment of multiple sclerosis: MRI results from prematurely terminated phase-III trials”. Mult Scler. 6 (2): 99—104. PMID 10773855.
4. ↑  Comi G; Pulizzi A; Rovaris M;  . (2008). „Effect of laquinimod on MRI-monitored disease activity in patients with relapsing-remitting multiple sclerosis: a multicentre, randomised, double-blind, placebo-controlled phase IIb study”. Lancet. 371 (9630): 2085—92. PMID 18572078. doi:10.1016/S0140-6736(08)60918-6.
5. ↑  Polman C; Barkhof F; Sandberg-Wollheim M;  . (2005). „Treatment with laquinimod reduces development of active MRI lesions in relapsing MS”. Neurology. 64 (6): 987—91. PMID 15781813. doi:10.1212/01.WNL.0000154520.48391.69.
6. ↑  Keegan BM, Weinshenker BG (2008). „Laquinimod, a new oral drug for multiple sclerosis”. Lancet. 371 (9630): 2059—60. PMID 18572062. doi:10.1016/S0140-6736(08)60894-6.

## Spoljašnje veze
- Podaci u NIH registru studija

|  | Molimo Vas, obratite pažnju na važno upozorenje u vezi sa temama iz oblasti medicine (zdravlja). |